# Plagiorchiida
Plagiorchiida är en ordning av plattmaskar. Plagiorchiida ingår i klassen sugmaskar, fylumet plattmaskar och riket djur. Enligt Catalogue of Life omfattar ordningen Plagiorchiida 455 arter. 

## Dottertaxa till Plagiorchiida, i alfabetisk ordning[1]
- Allassogonoporidae
- Allocreadiidae
- Auridistomidae
- Batrachotrematidae
- Brachycoeliidae
- Calycodidae
- Cephalogonimidae
- Cephaloporidae
- Collyriclidae
- Deropristiidae
- Dicrocoeliidae
- Eucotylidae
- Gorgocephalidae
- Gorgoderidae
- Haematoloechidae
- Homalometridae
- Laterotrematidae
- Lecithodendriidae
- Lepocreadiidae
- Lissorchiidae
- Macroderoididae
- Maseniidae
- Mesocoeliidae
- Microphallidae
- Monorchiidae
- Nanophyetidae
- Ochetosomatidae
- Omphalometridae
- Opecoelidae
- Opisthogonimidae
- Opistholebetidae
- Pachypsolidae
- Paragonimidae
- Plagiorchiidae
- Pleorchiidae
- Pleurogenidae
- Prosthogonimidae
- Renicolidae
- Rhytidodidae
- Steganodermatidae
- Stomylotrematidae
- Telorchiidae
- Troglotrematidae
- Zoogonidae